# دانشگاه پیر و ماری کوری
دانشگاه پاریس ۶ یا پیر و ماری کوری (به فرانسوی: Pierre and Marie Curie University) یکی از شعب سیزده‌گانه دانشگاه پاریس بود که در دانشگاه سوربن ادغام گردید. قدمت این دانشگاه به سال ۱۱۰۹ میلادی برمی گردد.
این دانشگاه قبلاً دانشکده علوم دانشگاه سوربن (دانشگاه پاریس) بوده (به فرانسوی: Faculté des sciences de Paris) که در سال ۱۹۷۱ و در پی جنبش مه ۱۹۶۸ فرانسه و تقسیم دانشگاه پاریس به ۱۳ دانشگاه، به عنوان دانشگاه پاریس ۶ تأسیس شده است.

## تاریخچه
ساخت ساختمان کنونی دانشگاه پاریس ۶ به عنوان دانشکده علوم دانشگاه سوربن (کمپ دانشگاهی ژوسیو) در دهه ۱۹۵۰ میلادی شروع شد. این دانشگاه قبلاً دانشکده علوم دانشگاه سوربن بوده.
دانشگاه پاریس ۶ در سال ۱۹۷۱ و در پی تقسیمات دانشگاه سوربن (دانشگاه پاریس) تأسیس شد. همه دانشکده‌های فنی مهندسی دانشگاه سوربن، امروز دانشگاه پیر و ماری کوری (دانشگاه پاریس ۶) را تشکیل می‌دهند.
این دانشگاه در میدان ژوسیو در محله لاتین پاریس کنار رود سن واقع شده است.

## علت نامگذاری
پیر کوری و ماری کوری از فارغ التحصیلان و استادان دانشکده علوم دانشگاه سوربن (دانشگاه پاریس ۶ حال حاضر) بودند.

## ادغام دانشگاه‌های پاریس ۶ و پاریس ۴ از ژانویه ۲۰۱۸
دو دانشگاه پاریس ۶ و پاریس ۴ از ژانویه سال ۲۰۱۸ به عنوان یک دانشگاه واحد و تحت نام Sorbonne Université به کار خود ادامه خواهند داد.

## ائتلاف دانشگاه سوربن
دانشگاه پاریس ۶ به همراه دانشگاه پاریس ۴ از سال ۲۰۱۰ ائتلاف Sorbonne Universités را تشکیل داده‌اند.
از سال ۲۰۱۰ میلادی دو دانشگاه از شعب سیزده‌گانه دانشگاه پاریس، یعنی دانشگاه پاریس ۶ و پاریس ۴، اقدام به تشکیل ائتلافی به نام Sorbonne Universités کردند این ائتلاف شامل یک کالج دکترا به نام The Sorbonne Doctoral College است که از سال ۲۰۱۰ مدرک دکترای این دو دانشگاه به طور مشترک و تحت عنوان Sorbonne University اعطا می‌شود.

## رتبه‌بندی دانشگاه‌های جهان
بعضی از سایتهای رتبه‌بندی دانشگاه‌های جهان، دانشگاه پاریس ۶ را در رده اول فرانسه و به عنوان یکی از دانشگاه‌های برتر جهان قرار داده‌اند.
در سال ۲۰۱۴، سایت رتبه‌بندی دانشگاه‌های جهان (موسوم به Shanghai یا رتبه‌بندی دانشگاه‌های جهان) دانشگاه پاریس ۶ را در رتبه اول فرانسه و ششم در اروپا قرار داد. این سایت همچنین این دانشگاه را در رشتهٔ ریاضی (ریاضیات) در رتبه اول فرانسه، اول در اروپا و چهارم در جهان (بعد از دانشگاه‌های پرینستون، هاروارد و برکلی) قرار داد.
منبع اطلاعات جدول

## برندگان جایزه نوبل
سرژ هاروش (برنده جایزه نوبل فیزیک ۲۰۱۲)
فرانسواز باره سینوسی (برنده جایزه نوبل فیزیولوژی و پزشکی ۲۰۰۸)
کلود کوهن تانوژی (برنده جایزه نوبل فیزیک ۱۹۹۷)
پیر-ژیل دوژن (برنده جایزه نوبل فیزیک ۱۹۹۱)
موریس آلیاس (برنده جایزه نوبل اقتصاد ۱۹۸۸)
فرانسوا یاکوب (برنده جایزه نوبل فیزیولوژی و پزشکی ۱۹۶۵)
آندره میشل لوف (برنده جایزه نوبل فیزیولوژی و پزشکی ۱۹۶۵)
فردریک ژولیو کوری (برنده جایزه نوبل شیمی ۱۹۳۵)
ایرن ژولیو-کوری (برنده جایزه نوبل شیمی ۱۹۳۵)
لویی دو بروی (برنده جایزه نوبل فیزیک ۱۹۲۹)
ژان باتیست پرن (برنده جایزه نوبل فیزیک ۱۹۲۶)
شارل ریشه (برنده جایزه نوبل فیزیولوژی و پزشکی ۱۹۱۳)
گابریل لیپمن (برنده جایزه نوبل فیزیک ۱۹۰۸)
هانری مواسان (برنده جایزه نوبل شیمی ۱۹۰۶)
آنری بکرل (برنده جایزه نوبل فیزیک ۱۹۰۳)
ماری کوری (برنده جایزه نوبل فیزیک ۱۹۰۳ و نوبل شیمی ۱۹۱۱)
پیر کوری (برنده جایزه نوبل فیزیک ۱۹۰۳)

## دانشکده‌ها
دانشکده پزشکی
دانشکده شیمی
دانشکده مهندسی (شامل کامپیوتر، الکترونیک و مکانیک)
دانشکده ریاضی
دانشکده فیزیک
دانشکده زیست‌شناسی
دانشکده علوم زمین و محیط زیست

## دانش‌آموختگان سرشناس
- علی پورجوادی
- امین کیوان
- محمدحسن نظافتی
- کلود بارتلون
- محمد سلیمانی
- ترانه جوانبخت
- احمد معتمدی
- محمدعلی کی‌نژاد
- محمدتقی روحانی رانکوهی
- آلنوش طریان